# Pisania sugimotoi
Pisania sugimotoi is een slakkensoort uit de familie van de Buccinidae. De wetenschappelijke naam van de soort is voor het eerst geldig gepubliceerd in 1968 door Habe.